# 中国蕨
中国蕨（学名：Sinopteris grevilleoides）为中国蕨科中国蕨属下的一个种。
现接受名为中国蕨（Aleuritopteris grevilleoides (Christ) G.M.Zhang & X.C.Zhang）, 2012。归属于凤尾蕨科粉背蕨属。